# Nanaïmo
Ne doit pas être confondu avec Nanaimo.
Le nanaïmo est un dessert consommé à travers l'Amérique du Nord originaire de la région de Nanaimo, en Colombie-Britannique (Canada). Ne nécessitant pas de cuisson, la barre possède trois couches distinctes. La base est composée de biscuits Graham émiettés sur laquelle est déposée une couche de crème à base de costarde ou de vanille, le tout recouvert d'une couche chocolatée créée normalement à partir de carrés de chocolat fondus.
Il existe plusieurs variétés de nanaïmos. Deux variantes populaires assaisonnent la crème à la menthe ou au moka.

## Historique

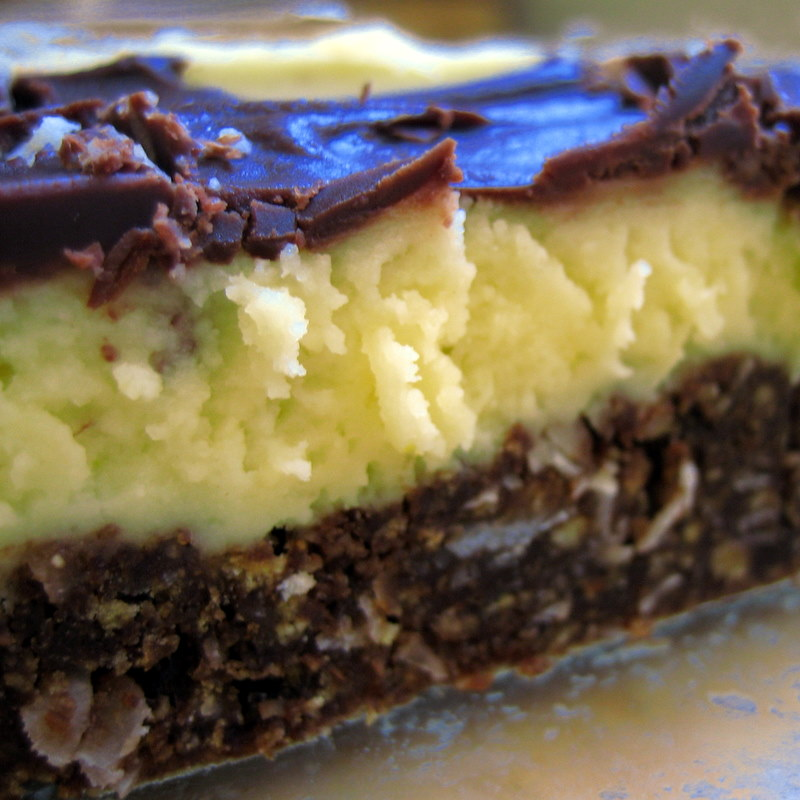
Gros plan sur un nanaïmo.

La barre est créée au début des années 1950 à Ladysmith, au sud de Nanaimo, en Colombie-Britannique. La recette est soumise au Ladysmith and Cowichan Women's Institute Cookbook par Mabel Jenkins, une femme de Cowichan Bay. La barre devient populaire dans plusieurs foyers de la province, particulièrement dans les cités ouvrières. Elle est également vendue dans plusieurs bistros de Commercial Street et les touristes de la région, surtout les touristes américains provenant des bateaux de croisière, y font référence en tant que barres de Nanaimo et, maintenant, plus simplement, en tant que nanaïmo. Cependant, à Nanaimo même, on y fait référence en tant que barres de Mabel, ou barres W.I..
La première publication de la recette portant le nom de barre nanaïmo est réalisée par Joy Wilgress dans His/Her Favourite Recipes, recettes compilées par l'Association des femmes de Brechin United Church et publiées en 1957. La recette est publiée à nouveau à plusieurs reprises, notamment dans Sex, Life Itself, and the Original Nanaimo Bar Recipe de Kim Blank.
En 1954, la recette intitulée Mable's Squares est publiée dans The Country Women's Institute. La recette ressemble en tout point à celle des nanaïmos.
En 1985, le maire Graeme Roberts lance un concours afin de trouver l'ultime recette de nanaïmo. Les juges choisissent à l'unanimité la recette de Joyce Hardcastle, une résidente de Nanaimo.